# Марёй-сюр-Арнон
Марёй-сюр-Арно́н (фр. Mareuil-sur-Arnon) — коммуна во Франции, находится в регионе Центр. Департамент — Шер. Входит в состав кантона Шарос. Округ коммуны — Бурж.
Код INSEE коммуны — 18137.

## География
Коммуна расположена приблизительно в 220 км к югу от Парижа, в 115 км южнее Орлеана, в 29 км к юго-западу от Буржа.
По территории коммуны протекает река Арнон.

## Население
Население коммуны на 2008 год составляло 579 человек.
| 1962 | 1968 | 1975 | 1982 | 1990 | 1999 | 2008 |
| ---- | ---- | ---- | ---- | ---- | ---- | ---- |
| 869  | 822  | 715  | 659  | 611  | 591  | 579  |

## Экономика
Основу экономики составляют лесное и сельское хозяйство.
В 2007 году среди 337 человек в трудоспособном возрасте (15-64 лет) 241 были экономически активными, 96 — неактивными (показатель активности — 71,5 %, в 1999 году было 63,9 %). Из 241 активных работали 205 человек (104 мужчины и 101 женщина), безработных было 36 (21 мужчина и 15 женщин). Среди 96 неактивных 17 человек были учениками или студентами, 47 — пенсионерами, 32 были неактивными по другим причинам.

## Достопримечательности
- Церковь Сен-Пьер (XII век)
  - Статуя Христа в гробнице (XVI век). Исторический памятник с 1892 года[3]
  - Скульптурная группа «Пьета» (XVI век). Исторический памятник с 1934 года[4]
- Разрушенная башня феодального замка
- Водяная мельница